# Porta di Prada
Il monte Porta di Prada (1 653 m s.l.m.) è una delle cime minori del gruppo delle Grigne tra Mandello del Lario e Lierna in provincia di Lecco.

## Caratteristiche
La porta di Prada è una montagna del Lago di Como caratterizzata da un arco di roccia presso la "Bocchetta di Prada".
La Porta di Prada è stata così creata dagli agenti atmosferici, ed è alta venti metri.
Si giunge alla porta di Prada dal Rifugio Cainallo sopra Lierna, che offre una vista verso il Grignone, per andare al Rifugio Bietti-Buzzi.

## Descrizione
La Porta di Prada è un imponente arco naturale situato sul versante meridionale della Grigna Settentrionale, nelle Prealpi Lombarde, tra i comuni di Mandello del Lario e Lierna, in provincia di Lecco. Questa formazione rocciosa, alta circa 20 metri, è il risultato di millenni di erosione causata dagli agenti atmosferici sulla roccia calcarea, caratteristica del massiccio delle Grigne.  

## Formazione geologica
La Porta di Prada si è originata attraverso processi di carsismo, che hanno modellato la roccia calcarea nel corso di milioni di anni. L'arco rappresenta ciò che resta di un antico sistema di grotte, scolpito dall'azione combinata dell'acqua e degli agenti atmosferici.  

## Escursioni e accesso
Per raggiungere la Porta di Prada, uno dei percorsi più frequentati parte dall'Alpe Cainallo, nel comune di Esino Lario. Dal parcheggio del Vo' di Moncodeno, si segue il sentiero CAI n. 24 in direzione del Rifugio Bietti-Buzzi. Dopo circa 50 minuti di cammino, l'arco appare in tutta la sua imponenza, offrendo una vista panoramica sulla Valle di Era e sul Lago di Como.  

## Curiosità e leggende
La Grigna è avvolta da numerose leggende. Una delle più note racconta di una bellissima ma crudele guerriera che abitava nei pressi del Lago di Como. Un giorno, un valoroso cavaliere si innamorò di lei, ma la sua freddezza e indifferenza portarono Dio a punirla, trasformandola nella maestosa montagna della Grigna. La sua sentinella divenne la Grignetta, e da allora le due montagne si guardano eternamente, simbolo di bellezza e pericolo.  
Secondo un'altra leggenda, la Porta di Prada sarebbe stata il passaggio verso un mondo sotterraneo, abitato da spiriti e creature misteriose, visibili solo ai viandanti più audaci durante le notti di luna piena.